# いきなりPDF
いきなりPDFは、日本のソースネクストが販売しているPDFを作成・編集したり、PDFから他の形式へ変換するソフトウェア群に使用されているブランド名である。
バージョン・エディションによって開発を行っている会社は異なる。
BCN AWARDの文書管理ソフト部門では、AWARD2004からAWARD2023まで20年連続でシェア1位を獲得した。

## いきなりPDF
同シリーズの代表的なソフトウェア。当初は作成機能のみであったが、多機能化を進め、編集やパスワード設定等のセキュリティ機能も搭載している。
初期のバージョンはスカイコムが開発していたが、その後アンテナハウスが手掛けるようになった。2010年7月以降はソースネクストの自社開発となった。

### バージョン履歴
- 2004年3月12日　PDF作成ソフト「いきなりPDF」を発売[6]。開発はスカイコム[7][8]。SkyPDF Standardをベースにしている[3]。
- 2004年8月2日　セキュリティ機能を付与したPDF作成ソフト「いきなりPDF Professional」を発売[9]。開発はアンテナハウス[10]。
- 2005年6月24日　「いきなりPDF Professional 2」を発売[11]。開発はアンテナハウス[12]。
- 2005年8月26日　「いきなりPDF 2」を発売[13]。開発はアンテナハウス[14]。
- 2006年4月7日　ページ編集機能やコメント追加機能などを追加した「いきなりPDF Professional 2 PLUS」を発売[15]。開発はアンテナハウス[16]。
- 2007年6月29日　「いきなりPDF Professional 3」を発売。開発はアンテナハウス[17]。
- 2009年7月3日　「いきなりPDF 7」を発売。開発はアンテナハウス。
- 2010年7月2日　「いきなりPDF／STANDARD Edition」「いきなりPDF／COMPLETE Edition」を発売。ダウンロード版は6月22日より先行販売した。開発はソースネクスト。
- 2011年9月22日　「いきなりPDF／BASIC Edition」を発売。開発はソースネクスト。
- 2012年9月13日　Windows 8に対応した「いきなりPDF Ver.2」シリーズとして、「いきなりPDF／BASIC Edition Ver.2」「いきなりPDF／STANDARD Edition Ver.2」「いきなりPDF／COMPLETE Edition Ver.2」を発売。開発はソースネクスト。パッケージ版は同年10月3日に発売された。
- 2014年11月13日　「いきなり PDF Ver.3」シリーズとして、「いきなりPDF／BASIC Edition Ver.3」「いきなりPDF／STANDARD Edition Ver.3」「いきなりPDF／COMPLETE Edition Ver.3」を発売。開発はソースネクスト。パッケージ版は同年12月12日に発売された。
- 2016年11月10日　「いきなりPDF Ver.4」シリーズとして、「いきなりPDF BASIC Edition Ver.4」「いきなりPDF STANDARD Edition Ver.4」「いきなりPDF COMPLETE Edition Ver.4」を発売。開発はソースネクスト。パッケージ版は同年12月9日に発売された。
- 2017年12月4日　「いきなりPDF Ver.5」シリーズとして、「いきなりPDF Ver.5 BASIC」「いきなりPDF Ver.5 STANDARD」「いきなりPDF Ver.5 COMPLETE」を発売。開発はソースネクスト。パッケージ版は翌2018年1月19日に発売された。
- 2018年12月4日　「いきなりPDF Ver.6」シリーズとして、「いきなりPDF Ver.6 BASIC」「いきなりPDF Ver.6 STANDARD」「いきなりPDF Ver.6 COMPLETE」を発売。開発はソースネクスト。パッケージ版は翌2019年1月25日に発売された。
- 2019年11月19日　「いきなりPDF Ver.7」シリーズとして、「いきなりPDF Ver.7 BASIC」「いきなりPDF Ver.7 STANDARD」「いきなりPDF Ver.7 COMPLETE」を発売。開発はソースネクスト。パッケージ版は翌2020年1月24日に発売された。
- 2020年11月5日　「いきなりPDF Ver.8」シリーズとして、「いきなりPDF Ver.8 BASIC」「いきなりPDF Ver.8 STANDARD」「いきなりPDF Ver.8 COMPLETE」を発売。開発はソースネクスト。パッケージ版は翌2021年1月22日に発売された[18]。
- 2021年10月28日　「いきなりPDF Ver.9」シリーズとして、「いきなりPDF Ver.9 BASIC」「いきなりPDF Ver.9 STANDARD」「いきなりPDF Ver.9 COMPLETE」を発売。開発はソースネクスト。パッケージ版は2021年12月3日に発売された[19]。
- 2022年11月2日　「いきなりPDF Ver.10」シリーズとして、「いきなりPDF Ver.10 STANDARD」「いきなりPDF Ver.10 COMPLETE」を発売。開発はソースネクスト。パッケージ版は翌2022年12月9日に発売された[20]。また、Foxit Softwareの「PDF EDitor Pro」を「いきなりPDF」シリーズに加え、「いきなりPDF EX Powered by Foxit」として発売した。
- 2023年10月17日　「いきなりPDF Ver.11」シリーズとして、「いきなりPDF ver.11 STANDARD」「いきなりPDF Ver.11 COMPLETE」を発売。開発はソースネクスト。パッケージ版は2023年10月27日に発売された[21]。
- 2024年10月17日　「いきなりPDF Ver.12」シリーズとして、「いきなりPDF ver.12 STANDARD」「いきなりPDF Ver.12 COMPLETE」を発売。開発はソースネクスト。パッケージ版は2024年10月24日に発売された[22]。

## いきなりPDF EDIT
ワープロのような感覚でPDFを直接編集できるソフト。
開発はすべてのバージョンをニュアンス コミュニケーションズが手掛けている。

### バージョン履歴
- 2006年3月17日　PDFファイルの編集・作成ソフト「いきなりPDF EDIT!」を発売[23][24]。この製品は発売当初、誤って期限制限版を製品版として出荷してしまい、2006年5月1日以降ソフトが起動しなくなる騒動を起こした[25]。
- 2007年3月16日　PDF編集ソフト「いきなりPDF EDIT 2」を発売[26]。
- 2008年7月4日　「いきなりPDF EDIT 3」を発売[27]。
- 2009年10月6日　PDFの直接編集ができる「いきなりPDF EDIT 7」を発売[28]。

## いきなりPDF to Data
PDF作成ソフトではなく、PDFファイルをWord/Excelなどの形式に変換するソフトウェア。OCRエンジンを搭載し、文字を認識し、文字データとして元のレイアウトを崩さずに変換することができる。
最初のバージョンからVer.4まではパナソニック ソリューションテクノロジーが開発を手掛け、パナソニック社製のOCRエンジンを搭載していた。Ver.5からは開発はソースネクストが手掛け、ABBYY社製のOCRエンジン「ABBYY FineReader」を搭載している。

### バージョン履歴
- 2005年4月8日　PDFからWord/Excelに変換する「いきなりPDF to Data」を発売[29][30]。
- 2005年12月16日　画像データからのOCR機能も備えるPDF変換ソフト「いきなりPDF to Data Professional」を発売[31][32]。
- 2006年9月29日　PDFからWord/Excelに変換する「いきなりPDF to Data 2」「いきなりPDF to Data Professional 2」を発売[33][34]。
- 2008年7月4日　「いきなりPDF to Data EX」を発売。
- 2009年7月3日　「いきなりPDF to Data 7」を発売。
- 2011年3月25日　「いきなりPDF to Data Office2010対応版」を発売[35]。
- 2012年9月13日　Windows 8に対応した「いきなりPDF Ver.2」シリーズとして、「いきなりPDF to Data Ver.2」を発売。パッケージ版は同年10月3日に発売された。他のシリーズと名前を揃えたのだが、2006年に発売した「いきなりPDF to Data 2」とよく似た名前のため注意が必要である。
- 2014年11月13日　「いきなり PDF Ver.3」シリーズとして、「いきなりPDF to Data Ver.3」を発売。パッケージ版は同年12月12日に発売された。
- 2016年11月10日　「いきなりPDF Ver.4」シリーズとして、「いきなりPDF to Data Ver.4」を発売。パッケージ版は同年12月9日に発売された。
- 2022年3月10日　「いきなりPDF to Data Ver.5」発売[36]。
- 2024年6月12日　「いきなりPDF to Data Ver.6」発売[37]。

## いきなりPDF from スキャナ
紙原稿をスキャナで読み込んでダイレクトにPDFを作成するソフト。パナソニック社製OCRエンジンを搭載しており、印刷物から透明テキスト付きのサーチャブルPDFを作成することができる。
開発はすべてのバージョンをパナソニック ソリューションテクノロジーが手掛けている。

### バージョン履歴
- 2006年3月3日　「いきなりPDF from スキャナ」を発売[38][39]。
- 2006年9月29日　PDFファイル作成ソフト「いきなりPDF from スキャナ 2」を発売[40][41]。
- 2015年3月11日　PDF 作成ソフト「いきなり PDF from スキャナ 3」を発売[42]。

## いきなりPDF for 自炊
書籍のPDFやJPEGファイルをiPadなどさまざまなデバイスに最適化した形式で変換できるソフト。
開発はすべてのバージョンをパナソニック ソリューションテクノロジーが手掛けている。

### バージョン履歴
- 2012年6月15日　「いきなりPDF for 自炊」を発売[43]。

## いきなりPDF FLASHPAPER
マクロメディアが開発した「Macromedia FlashPaper 2」を日本語版として販売するもの。アドビシステムズによるマクロメディア買収による影響もあり、2006年6月をもって販売終了となった。

### バージョン履歴
- 2004年12月17日　PDF・FlashPaper作成ツール「いきなりPDF FLASHPAPER」を発売[44]。